# 최송이
최송이(스페인어: Catharina Choi Nunes, 1990년 1월 24일~)는 브라질의 모델이다.
아버지가 포르투갈계 브라질인이며, 어머니가 한국인인 혼혈인이다. 미스코리아 미 자격으로 출전한 2013년 미스 어스에서는 파이어(4위)에 입상했다. 이후 아리랑 TV에서 리포터로 활동하였다. 2015년에는 미스 월드 브라질에 일라벨랴 대표로 출전해 2위를 했으나, 우승을 차지한 세르지피 출신의 아나 루이사 카스트로가 결혼을 한 것이 밝혀져, 차순위인 최송이가 우승자가 되어 2015년 미스 월드에 브라질 대표로 출전하게 되었다.

## 프로필
- 출생 : 1990년 1월 24일
- 신체 : 171.9 cm, 56.1 kg, 34-25-37
- 학력 : ESPM 광고마케팅
- 수상 : 2013년 미스 어스 파이어, 2013년 미스코리아 미(美), 2013년 미스코리아 브라질 진(眞), 2015년 미스 월드 브라질, 2015년 미스 월드 브라질 일랴벨라
- 취미 : 미술
- 특기 : 수영, 썰피 스텐업